# 올텐
올텐(독일어: Olten)은 스위스 졸로투른주에 위치한 도시로 면적은 11.49km2, 인구는 17,212명(2012년 12월 기준), 인구 밀도는 1,498명/km2, 높이는 396m이다.
취리히, 베른, 바젤, 루체른과 철도로 30분 정도로 연결되는 올텐역이 있기 때문에 스위스 철도 교통의 중심지로 여겨진다. 1201년 "올툰"(Oltun)이라는 이름으로 문헌에 처음 등장했으며 아레강 위에 다리가 건설되었기 때문에 13세기에 크게 성장했다.

## 역사
상당한 양의 마들렌인(16,000년경 ~ 14,000년 전)의 유물이 올텐 근처에서 발굴되었다. 중석기 시대와 신석기 시대의 발견물도 있지만, 정착의 흔적이나 도자기 발견물은 없다. 청동기 시대와 철기 시대의 유물도 다소 제한적이다. 로마 시대에 그 자리에 비커스가 있었다. 정착지의 이름은 안 알려져 있지만, 아레강을 가로지르는 다리의 존재를 반영하는 것으로 추정되는 어느 정도 중요했던 것 같다. 로마 정착지는 아마도 3세기 후반에 파괴되었을 것이다. 3세기 말에 초기 비쿠스의 남동쪽 모퉁이에 있는 교두보에 요새가 세워졌다. 이 요새는 4세기에 버려졌고, 이후 졸로투른과 브리크의 아레강을 보호하는 후기 로마 요새에 필적하는 더 큰 성으로 대체되었다.
중세 정착지는 로마 성의 기초 위에 세워졌다. 올텐은 1201년에 Oltun으로 처음 언급되었다. (*Olodunum이 계속되는 것으로 추측되며, 갈리아 접미사 dunum "요새"와 접두사 olo-, 아마도 수문자에서 따온 것이므로 "강-요새") 13세기에는 프로부르크 백작의 소유였으며, 1377년에는 키부르크로, 1384년에는 합스부르크로 넘어갔다. 올텐은 1407년 바젤의 관리하에 통과했으며, 기반 시설에 투자했지만 1411년과 1422년에 화재로 소실되었다. 바젤은 1422년 화재 이후 도시 재건에 관심을 잃었고, 1426년 졸로투른에 정착지를 매각했다.
중세 시대 내내 올텐은 일부 서비스(대장장이, 선술집)가 있는 요새화된 교두보에 불과했다. 전체 인구는 1600년에 약 500명으로 추산된다. 올텐은 스위스 농민 전쟁에서 반군을 지원한 대가로 1653년에 도시권을 잃었다. 이것은 올텐에서 권위에 대한 저항의 지속적인 전통을 가져왔고, 도시는 1798년 프랑스군의 침공으로 프랑스군을 해방군으로 환영했다. 1814년 졸로투른은 스위스 복원에 반대하는 올텐 유력자들의 또 다른 반란을 진압했다.
올텐은 18세기 후반에 처음으로 1,000명의 인구에 도달했다. 1856년에 철도가 도입된 후 더욱 급속한 성장이 시작되었다. 이 도시는 산업 및 기반 시설의 중심지가 되었으며, 1900년에는 7,000명에 이르렀다. 1880년대 들어 올텐은 주립 병원(1880), 경영대학원(1912), 주립 체육관 등 더 많은 인프라를 유치했다. 인구는 20세기 동안 다시 세 배가 되어 1970년에 21,000명에 이르렀지만, 그 이후로 약간 감소하였다.

## 지리

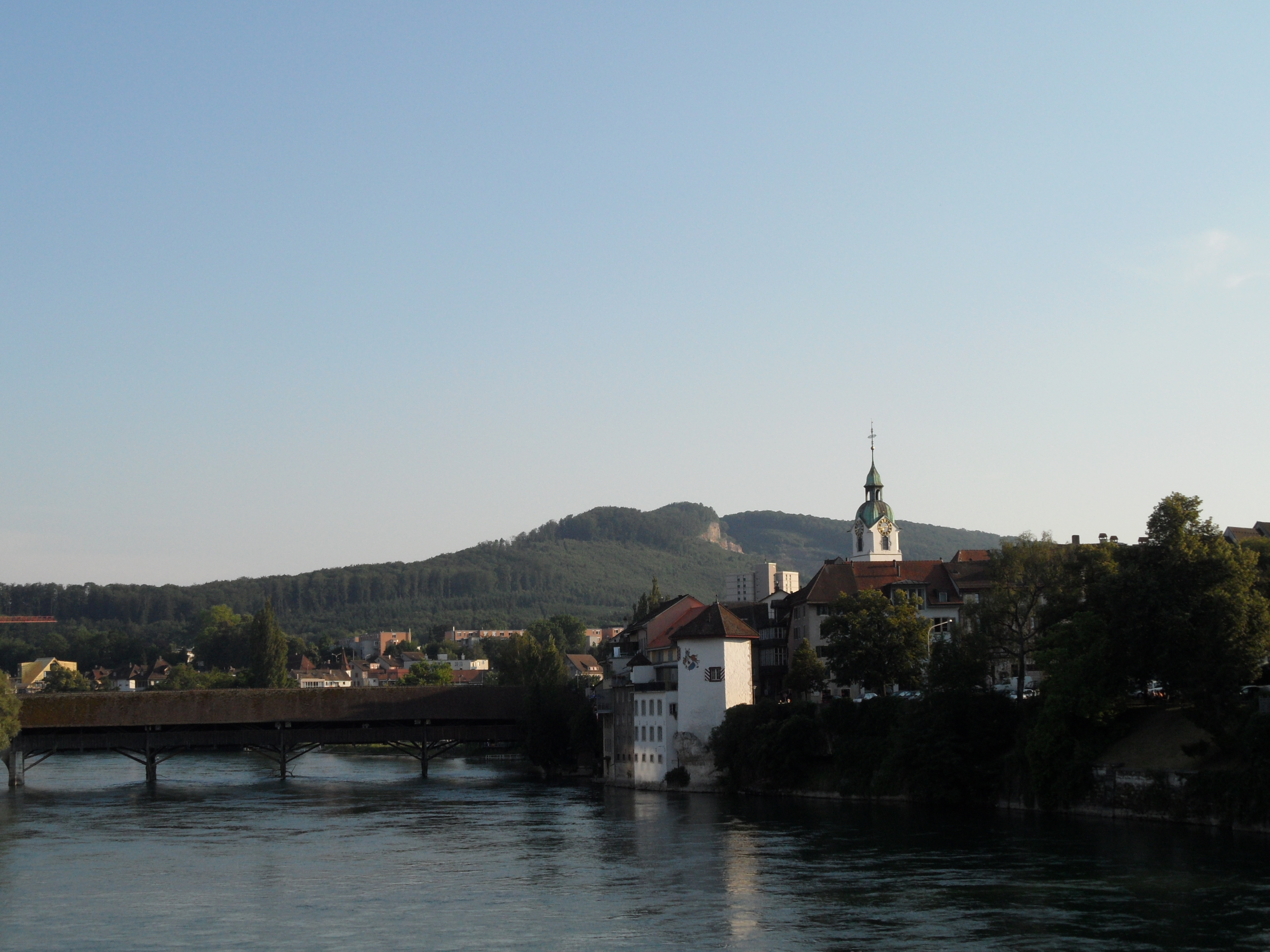
구시가지의 아레강

올텐의 면적은 2009년 기준으로 11.49k㎡이다. 이 지역 중 1.46k㎡ (12.7%)가 농업용으로 사용되며, 4.81k㎡ (41.9%)는 산림이다. 나머지 토지 중 4.65k㎡ (40.5%)가 정착(건물 또는 도로), 0.53k㎡ (4.6%)가 강 또는 호수이며, 0.06k㎡(0.5%)는 불모지이다.
건축면적 중 공업용 건물이 전체 면적의 6.0%, 주택 및 건물이 15.6%, 교통 기반 시설이 11.6%를 차지했다. 전력 및 수자원 기반 시설 및 기타 특별 개발 지역은 면적의 4.2%를 구성하고 공원, 녹지대 및 스포츠 경기장은 3.1%를 구성한다. 숲이 우거진 토지 중 전체 토지의 40.7%는 숲이 우거져 있고, 1.1%는 과수원이나 작은 나무 군락으로 덮여 있다. 농경지 중 6.2%는 작물 재배에 사용되고 5.9%는 목초지이다. 시정촌의 모든 물은 흐르는 물이다.
올텐 지역의 수도인 구시가지는 아레강과 뒨네른강 사이의 구불진 곳에 위치해 있다. 19세기에 주택 단지는 북쪽의 쥐라산맥과 남쪽의 보른, 섈리와 엥겔베르크산맥 사이의 아레강 양쪽 계곡에 지어졌다.

## 인구통계

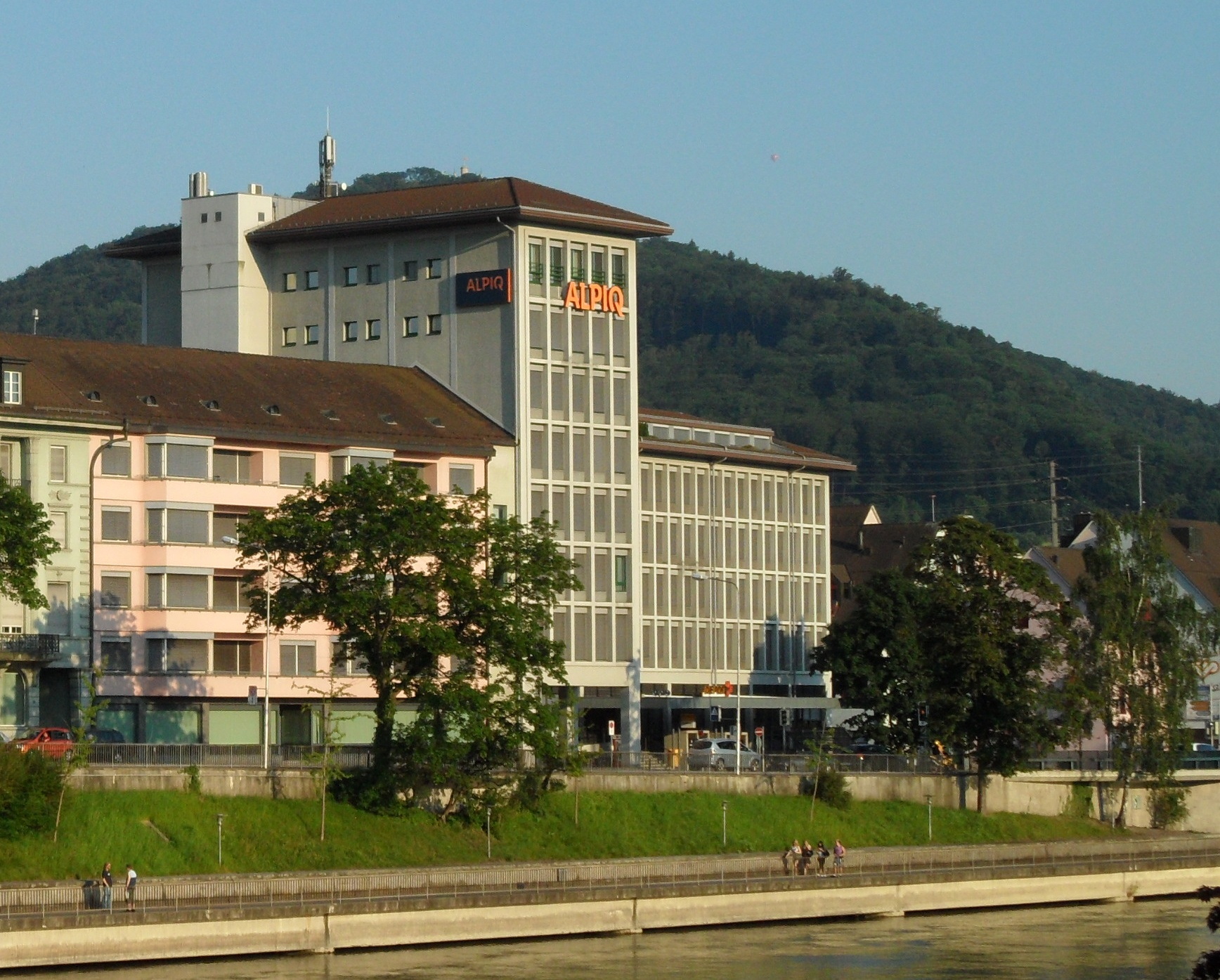
올텐의 알피크 건물

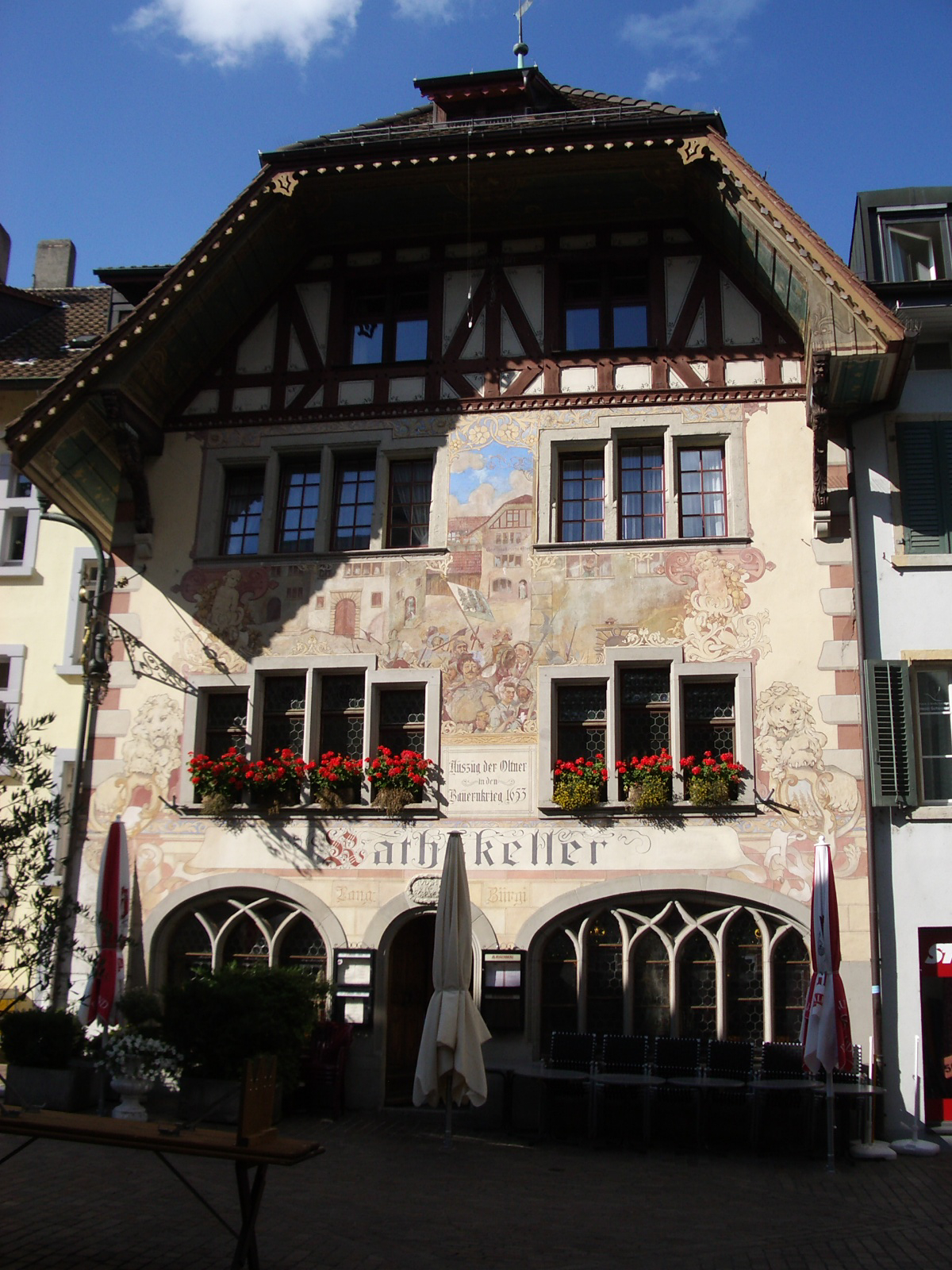
구타운의 주택

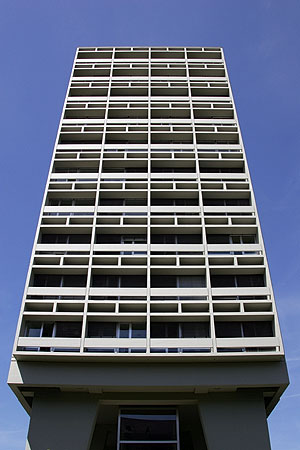
올텐 시청

올텐의 인구(2020년 12월 기준 )는 18,496명이다. 2008년 기준으로 인구의 27.3%가 거주 외국인이다.  지난 10년(1999-2009년) 동안 인구는 1.2%의 비율로 변화했다.
2000년 기준으로 인구 대부분인 13,855명(82.7%) 독일어를 사용하며, 이탈리아어가 844명(5.0%)으로 두 번째로 많이 사용하고, 알바니아어가 356명(2.1%)으로 세 번째이다. 프랑스어를 할 줄 아는 사람은 167명, 로만슈어를 할 줄 아는 사람은 22명이다.
2008년 기준으로 인구의 성별 분포는 남성 49.5%, 여성 50.5%이다. 인구는 18,728명의 스위스 남성(인구의 36.5%)과 6,688명(13.0%)의 비스위스계 남성으로 구성되었다. 스위스 여성은 20,186명(39.3%), 비스위스계 여성은 5,772명(11.2%)이었다. 지방 자치 단체의 인구 중 4,596명(약 27.4%)이 올텐에서 태어나 2000년에 그곳에 살았다. 같은 주에서 태어난 2,920명(17.4%)이 있었고, 스위스 다른 곳에서 태어난 4,585명(27.4%)이 있었다. 3,904명(23.3%)이 스위스 이외의 지역에서 태어났다.
2008년에는 스위스 시민이 93명, 비스위스계 시민이 73명이었고, 같은 기간에 스위스 시민이 184명, 비스위스계 시민이 18명 사망했다. 이민과 이주를 무시하면 스위스 시민의 인구는 91명으로 감소했고, 외국인 인구는 55명 증가했다. 스위스로 재이민 온 스위스 여성은 6명이었다. 동시에 다른 나라에서 스위스로 이주한 82명의 비스위스계 남성과 65명의 비스위스계 여성이 있었다. 2008년 전체 스위스 인구 변화(시 경계를 넘는 이동을 포함한 모든 출처에서)는 101명이 감소했고 비스위스계 인구는 37명이 증가했다. 이것은 -0.4%의 인구 성장률을 나타낸다.
2000년 현재 올텐의 연령 분포는 다음과 같다. 1,011명(인구의 6.0%)이 0~6세, 2,083명(12.4%)이 7~19세이다. 성인 인구 중 956명(인구의 5.7%)이 20~24세이다. 5,271명(31.5%)은 25세에서 44세 사이, 3,818명(22.8%)이 45세에서 64세 사이이다. 노인 인구 분포는 2,497명(인구의 14.9%)이 65세에서 79세 사이이고, 80세 이상은 1,121명(6.7%)이 있었다.
2000년을 기준으로 시정촌에 미혼이거나 독신인 사람은 6,700명이다. 기혼자는 7,504명, 미망인은 1,356명, 이혼한 사람은 1,197명이었다.
2000년 기준으로 시정촌의 개인가구는 8,069가구이며, 가구당 평균 2명이었다. 1인 가구가 3,535가구, 5인 이상 가구가 325가구였다. 총 8,221가구 중 1인 가구가 43.0%로 부모와 동거하는 성인 59가구였다. 나머지 가구 중 자녀가 없는 기혼 부부는 2,246가구, 자녀가 있는 기혼 부부는 1,683가구로 자녀가 있는 편부모는 396가구이다. 150가구는 혈연관계가 없는 사람들로, 152가구는 일종의 기관이나 집단주택으로 구성되어 있었다.
2000년에는 총 2,922호의 주거용 건물 중 1,439호(전체의 49.2%)가 단독주택이었다. 다가구주택은 933채(31.9%), 주거용으로 주로 사용되는 다목적동은 304채(10.4%), 기타 용도(상업·공업)가 246채(8.4%)였다. 단독주택 중 379채는 1919년 이전에 지어졌으며 73채는 1990년에서 2000년 사이에 지어졌다. 가장 많은 단독주택(702채)이 1919년에서 1945년 사이에 지어졌다.
2000년에는 시정촌에 9,217개의 아파트가 있었다. 가장 일반적인 아파트 크기는 3개의 방으로 3,158개였다. 1인실 아파트 677채와 5실 이상 아파트 1669채가 있었다. 이 중 상가주택은 총 7,928세대(전체의 86.0%), 비수기형은 820세대(8.9%), 공실은 469세대(5.1%)였다. 2009년 기준 신규 주택 건설 비율은 인구 1000명당 1세대였다.
2003년 현재 올텐의 평균 아파트 임대료는 월 1063.57 스위스 프랑 (CHF)이었다(2003년부터 US$850, £480, €680). 방 1개짜리 아파트의 평균 가격은 592.19 CHF(US$470, £270, €380)였고, 방 2개짜리 아파트는 약 787.80 CHF(US$630, £350, €500), 방 3개짜리 아파트는 약 937.35 CHF(US$750, £420, €600) 및 6개 이상의 방 아파트 비용은 평균 1694.74 CHF(US$1360, £760, €1080)이다. 올텐의 평균 아파트 가격은 전국 평균 1116CHF의 95.3%였다. 2010년 시정촌 공실률은 1.85%였다.
역사적 인구는 다음 차트에 나와 있다.

### 종교

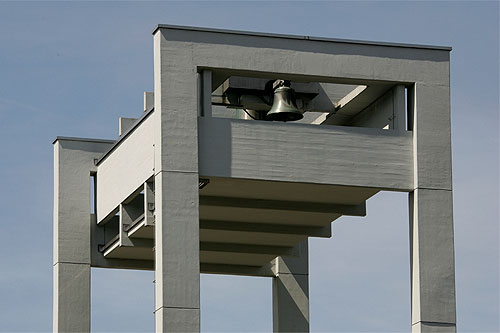
개혁 교회 세인트 폴 교회의 종탑, 올텐

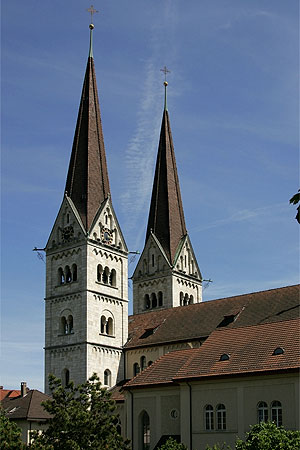
올텐 최대의 종교 건물: 가톨릭 성 마르틴 교회

2000년 인구조사에서 로마 가톨릭 신자는 6,803명(40.6%)이었고, 스위스 개혁 교회는 4,262명(25.4%)이었다. 나머지 인구 중 정교회 교인은 299명(인구의 약 1.78%), 크리스찬 가톨릭 교회 교인은 390명(인구의 약 2.33%), 333명이었다. 다른 기독교 교회에 속한 개인(또는 인구의 약 1.99%). 유대인은 13명(인구의 약 0.08%)이었고 이슬람교도는 1,363명(인구의 약 8.13%)이었다. 82명의 불교 신자가 있었다. 힌두교인 178명과 다른 교회에 속한 18명이 있었다. 2,408명(인구의 약 14.37%)은 교회에 속하지 않고, 불가지론자 또는 무신론자이며 608명(인구의 약 3.63%)이 질문에 대답하지 않았다.

#### 교회
- 세인트 마틴 교회, 카톨릭 (강 왼쪽)
- Old Saint Martin ( Stadtkirche), Christ Catholic (강 왼쪽)
- 성 바울, 프로테스탄트(강 왼쪽)
- 세인트 마리 (성 마리엔) (강 오른쪽)
- Friedenskirche, 복음주의 개신교 개혁가(강 오른쪽)

## 경제
2010년 기준으로, 올텐의 실업률은 4.4%이다. 2008년 기준으로 1차 경제 부문에 19명이 고용되어 있고, 이 부문에 약 7개 기업이 참여하고 있다. 2,825명이 2차 부문에 고용되었고, 이 부문에 147개의 기업이 있었다. 13,000명이 3차 부문에 고용되었으며, 이 부문에 1,067개의 기업이 있다. 시정촌 주민은 8,299명으로 일정 정도 고용되었으며, 그중 여성이 전체 노동력의 43.8%를 차지했다.
2008년에 정규직에 상응하는 총 일자리 수는 13,275개였다. 1차 부문의 일자리 수는 14개였으며, 그중 8개는 농업, 6개는 임업 또는 목재 생산이었다. 2차 부문의 일자리는 2,700개였으며 그 중 제조업이 1,465개(54.3%), 건설이 976개(36.1%)였다. 3차 부문의 일자리는 10,561개였다. 3차 부문에서 도소매업 1,486개(14.1%), 자동차 수리 1,882개(17.8%), 호텔·레스토랑 577개(5.5%), 정보업 977개(9.3%)), 1,204(11.4%)가 보험 또는 금융 산업, 1,058개(10.0%)가 기술 전문가 또는 과학자, 785개(7.4%)가 교육, 1,356개(12.8%)가 의료 분야였다.
2000년 기준으로 자치단체로 통근한 근로자는 11,508명, 외부 출퇴근자는 4,156명이었다. 지자체는 근로자의 순 수입 지자체이며, 1명이 전출할 때마다 약 2.8명의 근로자가 지자체에 전입했다. 근로인구의 28.4%는 대중교통을 이용하여 출퇴근하고, 37.6%는 자가용을 이용하였다.
1916년 발터 버라크는 오토 F. 발터가 1956년부터 1966년까지 일했던 오토 발터에 의해 설립되었다. 이전 건물은 현재 Alternative Bank Schweiz (ABS)에서 사용하고 있다. SBB 카고 인터내셔널의 본사는 올텐에 있다.

## 교육

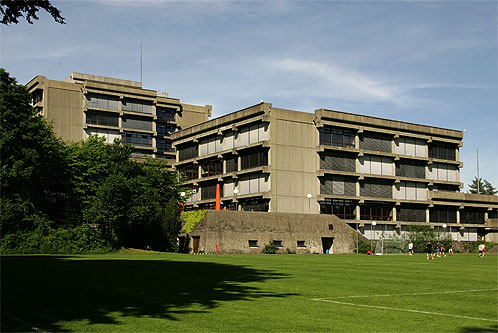
올텐 주립 학교

올텐에서는 인구의 약 6,103명(36.4%)이 비필수 고등교육을 이수했으며 2,254명(13.5%)이 추가 고등교육( 대학 또는 응용학문대학)을 마쳤다. 고등교육을 마친 2,254명 중 60.3%가 스위스 남성, 23.2%가 스위스 여성, 10.3%가 비스위스계 남성, 6.2%가 비스위스계 여성이었다.
2010~2011학년도 동안 올텐 학교 시스템에는 총 1,549명의 학생이 있었다. 졸로투른주의 교육 시스템은 어린아이들이 2년 동안 비의무 유치원에 다닐 수 있도록 허용한다. 그 학년도에 유치원에 다니는 어린이는 254명이었다. 주의 학교 시스템은 학생들이 6년 동안 초등학교에 다닐 것을 요구하며, 일부 어린이는 더 작은 특수 수업에 참석한다. 지자체에는 초등학교에 767명의 학생이 있었고, 특수 소규모 학급에 74명의 학생이 있었다. 중등 학교프로그램은 3년의 낮은 의무교육 과정과 3년에서 5년의 선택적인 고급학교로 구성된다. 454명의 중학생이 올텐에서 학교에 다니고 있다.
2000년 기준으로 올텐에는 타 자치단체에서 온 학생이 1,526명, 시외 학교에 다니는 주민은 183명이다.
문법 학교 칸톤슐레(Kantonsschule) 또는 칸티(Kanti)는 기차역 근처 언덕에 위치하며, 도시와 주변 쥐라 언덕의 멋진 전경을 볼 수 있다. 1974년에 문을 연 브루탈리즘 건축의 대표적인 스위스 사례 중 하나이다. 약 1000명의 12~18세 학생이 재학 중이며 대부분이 의과대학을 제외한 모든 스위스 대학에 무료로 입학할 수 있는 스위스 고등학교 수료증을 준비하고 있다.
북서 스위스 폴리테크닉 대학(응용 과학)은 올텐에 캠퍼스 중 하나를 가지고 있다. 올텐에는 2개의 도서관인 올텐 시립 도서관과 Fachhochschule Nordwestschweiz 도서관이 있으며, 이 도서관 사이에서 2010년에 30,014권의 책과 기타 미디어를 제공했으며, 그중 25,132개가 대출되었다.

## 관광

### 국가중요문화재
중세와 근세 개발뿐만 아니라 로마 시대의 비쿠스, 기차역, 선사 시대와 로마 시대 언덕 위의 디켄반리 정착촌, 아레강 위의 덮인 목조 다리와 자연 박물관이 포함된 구시가지가 스위스 국가중요문화재 유산으로 등재되어 있다. 올텐의 전체 마을은 스위스 유산 목록의 일부이다.

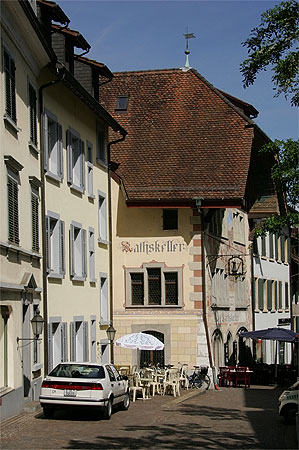
올텐의 구시가지
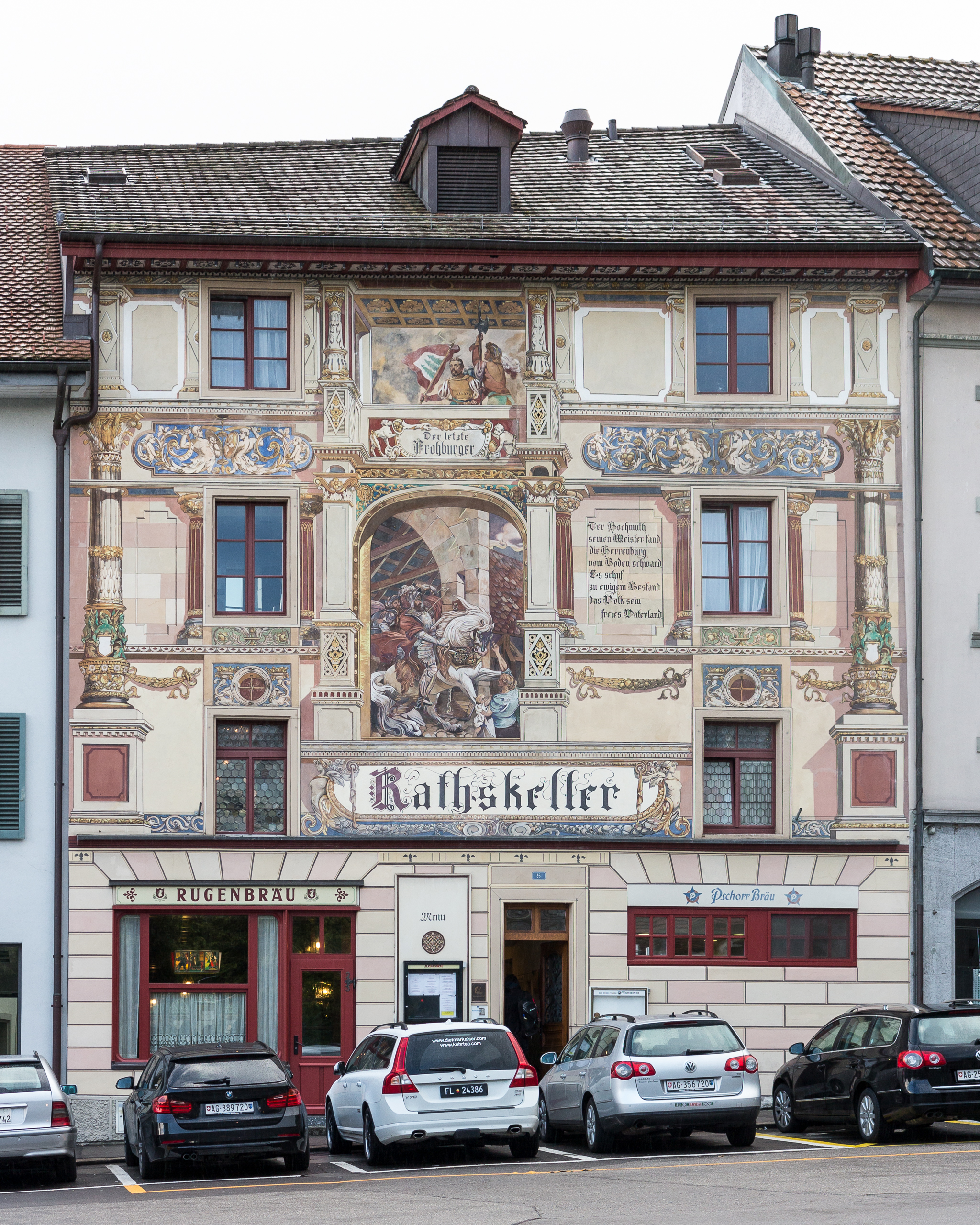
라트스켈러 올텐
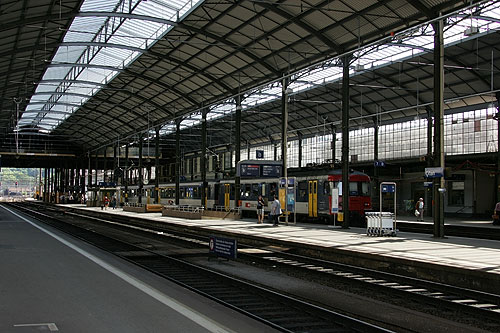
기차역
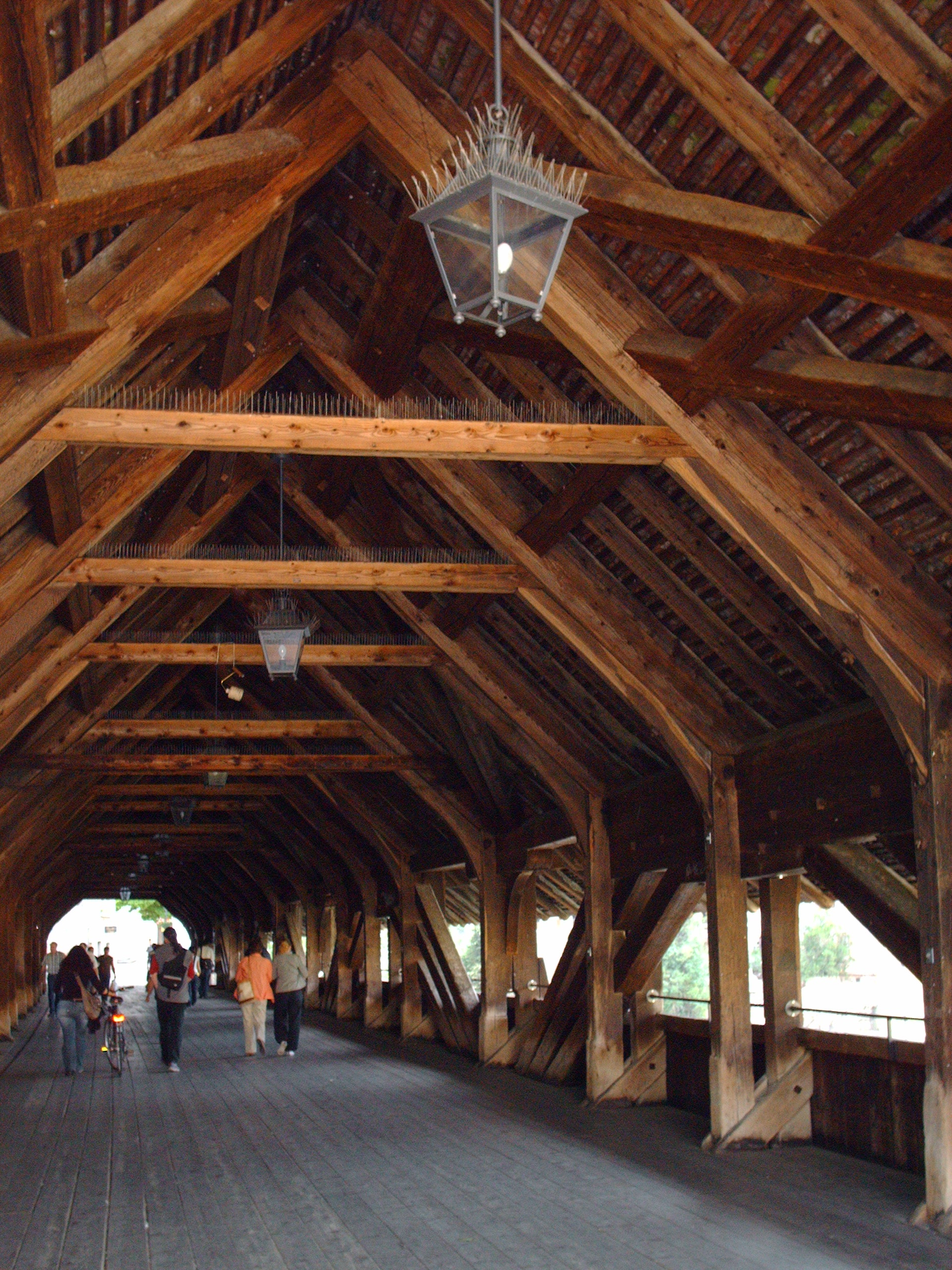
올텐의 지붕 덮힌 목조 다리

### 문화
매년 8월 1일에는 강을 떠다니는 배들에서 대규모 불꽃쇼가 펼쳐진다. 또한 마을의 랜드마크 중 하나인 나무 다리가 있는 곳이기도 하다. 올텐의 기차역 레스토랑에는 막스 프리슈와 프리드리히 뒤렌마트를 포함한 작가 그룹인 올텐 그룹이 설립되었으며 1863년 스위스 알파인 클럽이 설립되었다.

## 교통

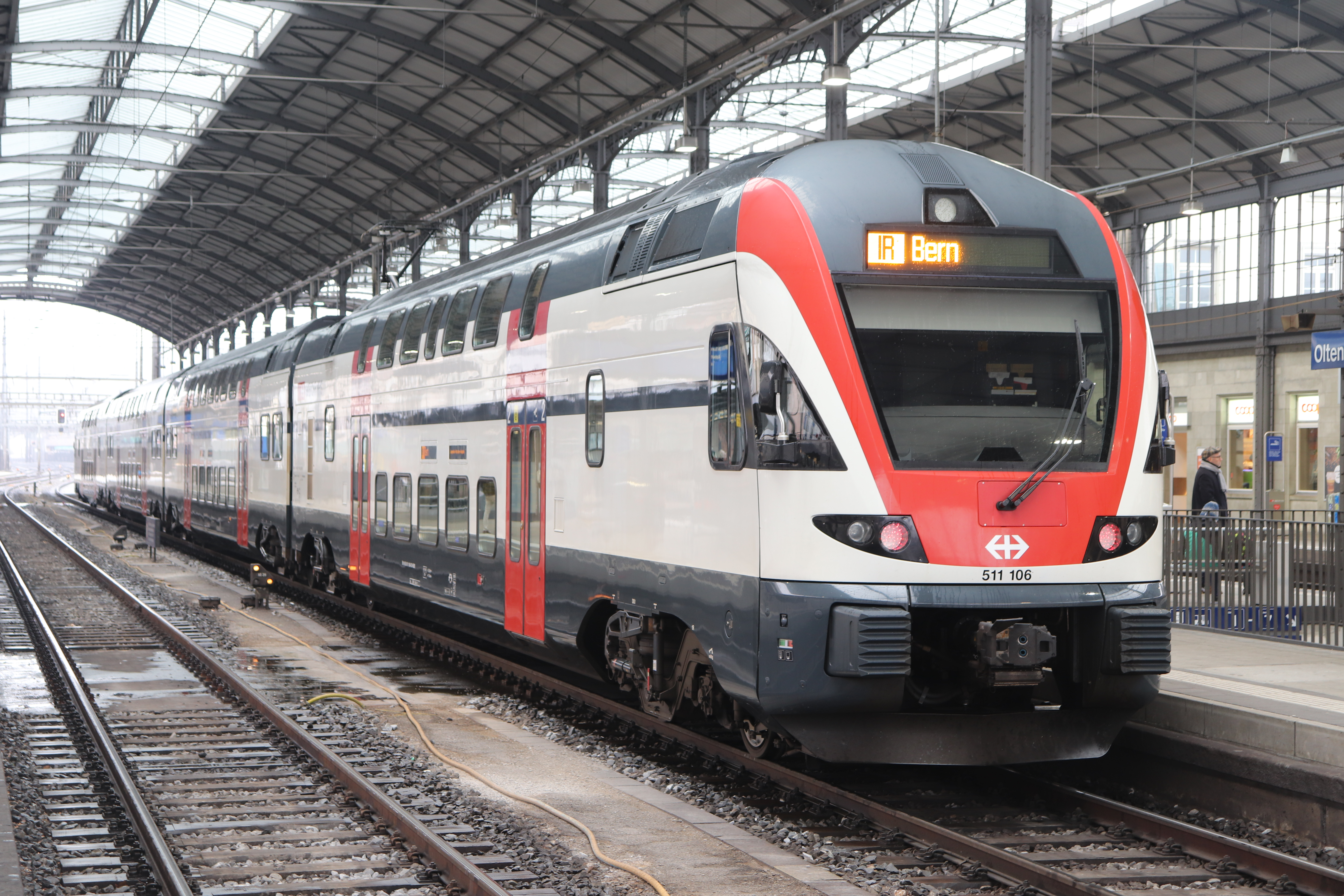
올텐역

올텐역은 취리히, 베른, 바젤, 루체른을 철도로 30분 정도로 연결되는 지정학적 위치에 있다.
올텐은 동서축과 남북축을 잇는 중요한 철도 교차점이다.  바젤 - 밀라노 (하우엔슈타인선, 고트하르트 철도)로 이어지는 남북축과 제네바 - 장크트갈렌(올텐-베른선, 쥐라 남발선)로 이어지는 동서축과 더불어 일부 지역 노선이 올텐에서 만나게 된다. 따라서 올텐은 스위스 철도 교통의 중심지로 여겨진다.
올텐의 인구는 18,000명에 불과 하지만 이 역은 매일 약 80,000명의 승객이 이용하는 스위스에서 가장 분주한 10대 도시 중 하나이다. 철도 교통만 놓고 보면 제네바보다 더 분주하다. 하루에 1,100편의 열차가 운행되며, 스위스에서 가장 붐비는 곳 중 하나가 되었다.
도시의 남쪽은 취리히에서 베른까지 A1 고속도로가 운행하며, 서쪽으로는 벨헨 터널을 통해 바젤까지 가는 A2 고속도로를 운행한다.  올텐은 교통 체증으로 고통받고 있다. 러시아워에는 진입로와 도심에서 정기적으로 교통 체증이 발생한다. 도심을 통과하는 교통량을 줄이기 위해 2013년에 대규모 우회로 ("올텐 지역 구호")가 개통되었다.